# Рыскино (Тверская область)
Рыскино — село в Вышневолоцком районе Тверской области, в составе Княщинского сельского поселения.
Село находится в южной части района, в 22 км к югу от Вышнего Волочка, в 11 км к западу от 180-го километра автотрассы М10. Ближайшие сёла: Ильинское в 1,5 км на северо-восток и Никифорово — в 1,2 км на запад. В окрестностях села — исток реки Валай, высота над уровнем моря 175 м.